# Muta cum Liquida
Die muta cum liquida (Muta (littera) = stumm(er Buchstabe); liquida (littera) = flüssig(er Buchstabe)) ist ein Begriff aus der lateinischen Verslehre. 

## Konstellationen
In der Romanistik versteht man darunter einen lateinischen Konsonantennexus am Wortbeginn, der sich aus den Muta D-, B-, C-, F-, G-, P- und dem Liquidlaut -L oder -R zusammensetzt, also lat. BL-, CL-, FL-, GL-, PL-, BR-, CR-, FR-, GR-, PR-. In der lateinischen Silbenlehre entsteht bei diesen Konstellationen eine  Ausnahme bei der Pänultimaregel. Für romanische Sprachwissenschaft ist deren Entwicklung in den einzelnen romanischen Sprachen und Dialekten besonders interessant, da nur wenige diese Konstellation erhalten, während der Großteil eine Lautveränderung vollzieht:
| Vulgärlateinisch | Rumänisch | Italienisch | Friaulisch | Ladinisch | Rumantsch | Frankoprovenzalisch | Okzitanisch | Sardisch | Französisch | Katalanisch | Spanisch | Galicisch | Portugiesisch |
| ---------------- | --------- | ----------- | ---------- | --------- | --------- | ------------------- | ----------- | -------- | ----------- | ----------- | -------- | --------- | ------------- |
| CLAVE            | cheie     | chiave      | clâf       | chief     | clav      | clau                | clau        | crae     | clé(f)      | clau        | llave    | chave     | chave         |
| FLORE            | floare    | fiore       | flôr       | fior      | flur      | flour               | flor        | frore    | fleur       | flor        | flor     | flor      | flor          |
| PLOVERE          | ploua     | piovere     | plovi      | piever    | plover    | plove               | plòure      | pròere   | pleuvoir    | ploure      | llover   | chover    | chover        |

Zu beachten ist, dass vor allem die Konstellation CL- in den meisten romanischen Sprachen verändert wird und dass FL- und PL- überwiegend nur im Italienischen, Spanischen und Portugiesischen (samt Galicisch) vollzogen wird. Der galloromanische Raum samt Rätoromania und dem Sardischen ist der konservativste, da hier die klassischen lateinischen Laute durchwegs erhalten werden.
Bei direkt aus dem Lateinischen ererbten Wörtern (und nicht später entlehnten) Wörtern gilt für die folgenden romanischen Sprachen folgende Regel:
| Lateinisch | Italienisch | Spanisch | Portugiesisch |
| ---------- | ----------- | -------- | ------------- |
| CL-        | chi-        | ll-      | ch-           |
| CLAMARE    | chiamare    | llamar   | chamar        |
| Laut       | /kj/        | /ʎ/      | /ʃ/           |
| FL-        | fi-         | ll-      | ch-           |
| FLAMMA     | fiamma      | llama    | chama         |
| Laut       | /fj/        | /ʎ/      | /ʃ/           |
| PL-        | pi-         | ll-      | ch-           |
| PLORARE    | -           | llorar   | chorar        |
| Laut       | /pj/        | /ʎ/      | /ʃ/           |